# Síndrome de Pfeiffer
A síndrome de Pfeiffer é uma doença rara de origem genética que afeta aproximadamente uma criança a cada 100.000 nascimentos. Ela foi descrita por Rudolf Arthur Pfeiffer em 1964, que publicou o caso de uma família com vários membros afetados durante várias gerações.

## Fisiopatologia
Transmite-se de pais para filhos segundo um padrão autossômico dominante e pode ser causado por dois tipos de mutações, a que afeta o gene FGFR1 situado no cromossomo 8 ou a do gene FGFR2 no cromossomo 10.

## Quadro clínico
A síndrome de Pfeiffer pertence ao grupo de doenças chamadas acrocefalossindactilias e se caracteriza por anomalias no desenvolvimento do crânio do tipo craniossinostose, fusão de alguns dedos (sindactilia) e do dedão do pé e polegar anormalmente grandes. Ocasionalmente outros distúrbios, incluindo o desenvolvimento psicomotor são apresentados, hidrocefalia e protrusão de olho para a frente (exoftalmia). Existem vários subtipos do transtorno, ou tipo clássico I, tipo II e III.